# Chomiczak długoogonowy
Chomiczak długoogonowy, chomik długoogonowy (Cricetulus longicaudatus) – gatunek ssaka z podrodziny chomików (Cricetinae) w obrębie rodziny chomikowatych (Cricetidae).

## Zasięg występowania
Chomiczak długoogonowy występuje w środkowej Azji zamieszkując w zależności od podgatunku:
- C. longicaudatus longicaudatus – skrajnie wschodni Kazachstan, Rosja (Tuwa i Zabajkale), Mongolia oraz północna i środkowa Chińska Republika Ludowa (północny i północno-zachodni Sinciang, Gansu, Mongolia Wewnętrzna, wschodnie Qinghai, Ningxia, Shaanxi, Shanxi, Hebei, Pekin, Tiencin, północny Henan i północno-zachodni Syczuan).
- C. longicaudatus chiumalaiensis – południowo-środkowa Chińska Republika Ludowa (południowe Qinghai i skrajnie północno-wschodni Tybetański Region Autonomiczny).
- C. longicaudatus kozhantschikovi – południowo-wschodni Kraj Krasnojarski w południowo-wschodniej Syberii (Rosja).

## Taksonomia
Gatunek po raz pierwszy zgodnie z zasadami nazewnictwa binominalnego opisał w 1867 roku francuski zoolog Alphonse Milne-Edwards nadając mu nazwę Cricetus (Cricetulus) longicaudatus. Holotyp pochodził z pobliża Linfen, w północnym Shanxi, w Chińskiej Republice Ludowej.
C. longicaudatus jest jedynym gatunkiem z grupy gatunkowej longicaudatus. Autorzy Illustrated Checklist of the Mammals of the World rozpoznają trzy podgatunki.

### Etymologia
- Cricetulus: rodzaj Cricetus Leske, 1779 (chomik); łac. przyrostek zdrabniający -ulus[14].
- longicaudatus: łac. longus „długi”; caudatus „ogonowy”, od cauda „ogon”[15].
- chiumalaiensis: dystrykt Chiumali, Qinghai, Chińska Republika Ludowa[16].

## Morfologia
Długość ciała (bez ogona) 80–135 mm, długość ogona 35–48 mm, długość ucha 15–20 mm, długość tylnej stopy 15–21 mm; masa ciała 15–50 g.

## Tryb życia
Zasiedla obszary pustynne, scrub, łąki wysokogórskie (w południowej części zasięgu występowania), skaliste stepy górskie oraz półpustynie. Preferuje południowe zbocza pod górami. Występuje obficie na stepach uprawnych w Piedmoncie nie wyżej niż 1900 m n.p.m. Aktywny nocą. Spożywa głównie nasiona, czasem owady. Żyją w płytkich norach, rozciągających się poziomo pod powierzchnią, często pod skałami. Tworzą tam gniazda z trawy i spiżarnie. Zdarza się, że zajmuje gniazda wykonane przez inne ssaki. W ciągu roku wychowuje dwa mioty po 4–9 młodych. Rozmnażanie zaczyna się od marca, albo kwietnia.

## Zagrożenia
W wyniku wypasu zwierząt może dojść do degradacji naturalnych siedlisk Chomika długoogonowego. Na niektórych obszarach inne gatunki gryzoni mogą z nim konkurować. Zagrażają mu również susze. Zmiany środowiskowe i działalność człowieka nie są uznanie za źródło zagrożenia. Nie odnotowano żadnego spadku liczebności.